# Recording Industry Association of Japan
La Recording Industry Association of Japan (RIAJ) è un gruppo commerciale industriale composto da società giapponesi coinvolte nel settore musicale. È nata nel 1942 come Japan Phonogram Record Cultural Association e ha adottato il corrente nome nel 1969.
Le attività della RIAJ comprendono la promozione delle vendite musicali, l'applicazione delle leggi sul copyright e la ricerca relativa al settore della musica giapponese. Pubblica l'annuale RIAJ Year Book, una serie di statistiche delle vendite musicali di ogni anno, oltre alla distribuzione e a molti altri dati. 
La sede principale si trova a Minato, Tokyo. La RIAJ ha venti compagnie membri e altri membri associati e di supporto. 
L'associazione è responsabile per la certificazione dei dischi in Giappone. 

## Certificazione delle vendite
La RIAJ si occupa dal 1989 della certificazione delle vendite di dischi musicali in Giappone.

### Livelli di certificazione
Al momento attuale, tutte le vendite musicali, compresi singoli, album e singoli digitali da internet seguono gli stessi criteri. A differenza di molti altri paesi, la più alta certificazione non è chiamata "Diamante" o "Platino" o "Oro", ma "Million" (milione). A partire da gennaio 2014 le certificazioni delle suonerie e quelle dei download digitali sono state incluse e assegnate attraverso la categoria "Traccia singolo".
| Livelli per certificazione | Livelli per certificazione | Livelli per certificazione |
| Oro                        | Platino                    | Million                    |
| -------------------------- | -------------------------- | -------------------------- |
| 100 000                    | 250 000                    | 1 000                      |

Per le suonerie da cellulare, non viene usato Oro, Platino o Diamante, ma Doppio Platino, Triplo Platino e Million, rispettivamente per vendite sopra 500 000, 750 000 e 1 000 000 di unità.

#### Vecchi criteri (fino al giugno 2003)
Prima dell'unificazione dei criteri e l'introduzione della categoria dei video musicali nel luglio 2003, veniva usata una scala separata per le certificazioni.
| Formato | Tipo           | Limite per la certificazione | Limite per la certificazione | Limite per la certificazione |
| Formato | Tipo           | Oro                          | Platino                      | Million                      |
| ------- | -------------- | ---------------------------- | ---------------------------- | ---------------------------- |
| Album   | Domestici      | 200 000                      | 400 000                      | 1 000                        |
| Album   | Internazionali | 100 000                      | 200 000                      | 1 000                        |
| Singoli | Domestici      | 200 000                      | 400 000                      | 1 000                        |
| Singoli | Internazionali | 50 000                       | 100 000                      | 1 000                        |